# Henry Moore (malarz)

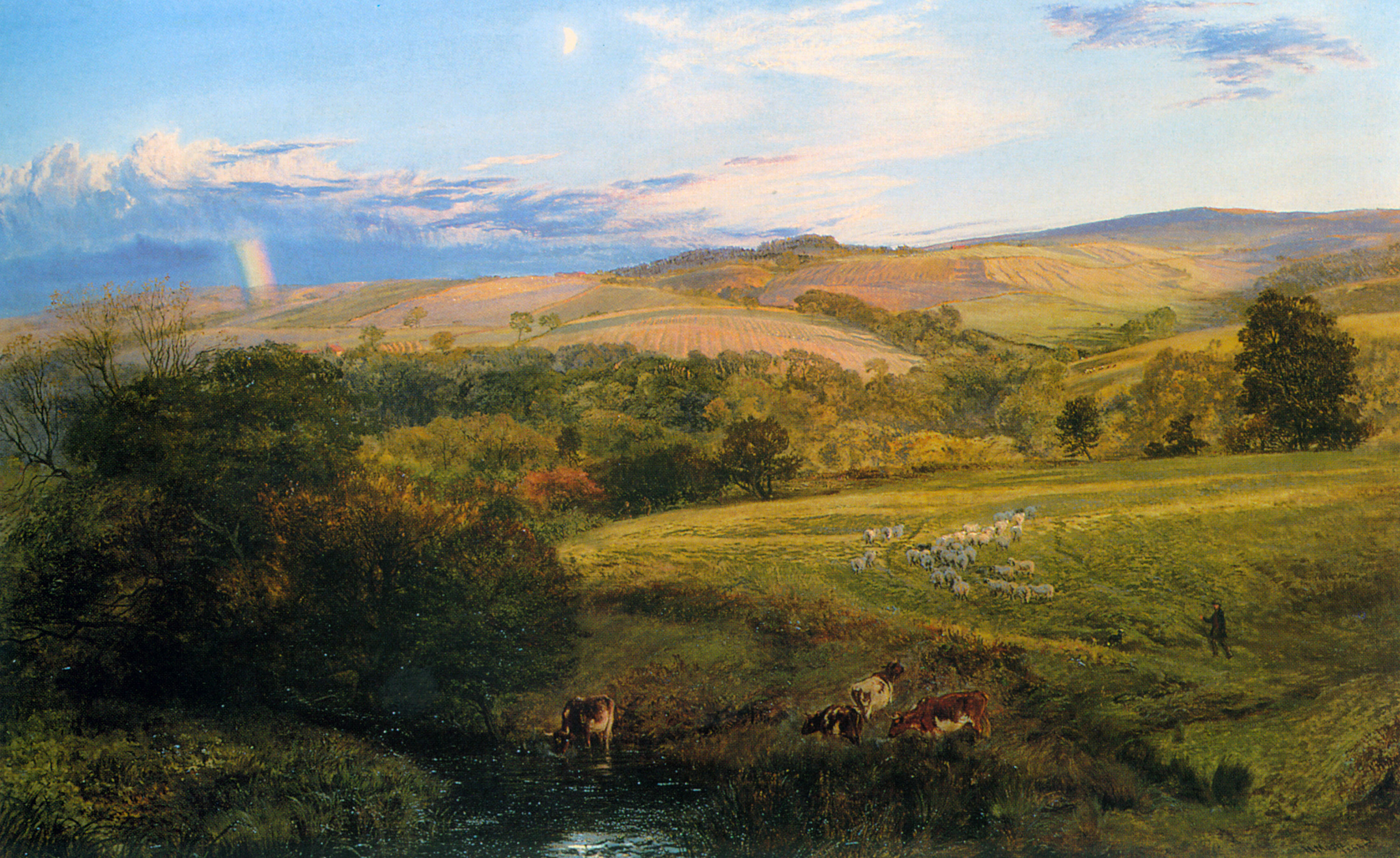
Tęcza, 1865

Henry Moore (ur. 7 marca 1831, zm. 22 czerwca 1895 w Margate) – angielski malarz pejzażysta.
Urodził się w York jako jedno z czternaściorga dzieci malarza Williama Moore’a. Jego najmłodszy brat Albert Joseph Moore także był malarzem. Studiował w York School of Design i Royal Academy. Malował początkowo tradycyjne pejzaże, po 1857 poświęcił się całkowicie tematyce marynistycznej. W 1885 został członkiem Royal Academy, wystawił tam ponad 100 prac. Dorobek malarza oceniany jest na ok. 550 obrazów.

## Prace
- The Newhaven Packet (Birmingham Gallery)
- Catspaws off the Land (Tate Gallery, Londyn)
- Mount's Bay (Manchester Gallery)
- Clear Shining after Rain – obraz nagrodzony Grand Prix w Paryżu w 1889.